# Band Hero
 (novembre 2019).
Si vous disposez d'ouvrages ou d'articles de référence ou si vous connaissez des sites web de qualité traitant du thème abordé ici, merci de compléter l'article en donnant les références utiles à sa vérifiabilité et en les liant à la section « Notes et références ».
Band Hero est un jeu vidéo de rythme faisant partie de la série des Guitar Hero sorti le 6 novembre 2009. Il est disponible sur PlayStation 2, PlayStation 3, Wii, Xbox 360 et Nintendo DS. Contrairement à Guitar Hero, qui privilégie la musique rock-metal, Band Hero est très orienté sur la musique à tendance Pop-Rock.

## Présentation
Band Hero fait partie de la grande série des Hero d'Activision. Même si le titre s'oriente vers un usage plus large et plus familial, avec une bande-son beaucoup plus pop que rock, le concept reste le même que dans les opus précédents, à savoir jouer des morceaux grâce aux accessoires proposés (guitare, micro, et batterie). De plus, le soft est jouable jusqu'à quatre en local.

## Invités[Quoi ?]
- Taylor Swift
- Adam Levine (Maroon 5)
- No Doubt

## Liste des titres
- 3 Doors Down : When I'm Gone
- The Airborne Toxic Event : Gasoline
- The All American Rejects : Dirty Little Secret
- Alphabeat : Fascination
- Aly & AJ : Like Whoa
- Angels & Airwaves : The Adventure
- Ben Harper and The Innocent Criminals : Steal My Kisses
- Big Country : In a Big Country
- The Bravery : Believe
- Carl Douglas : Kung Fu Fighting
- Cheap Trick : I Want You To Want Me (live)
- Cold War Kids : Hang Me Up To Dry
- Corinne Bailey Rae : Put Your Records On
- Counting Crows : Angels of the Silences
- Culture Club : Do You Really Want To Hurt Me
- Dashboard Confessional : Hands Down
- David Bowie : Let's Dance
- Devo : Whip It
- Don McLean : American Pie
- Duffy : Warwick Avenue
- Duran Duran : Rio
- Evanescence : Bring Me To Life
- Everclear : Santa Monica (Watch The World Die)
- Fall Out Boy : Sugar, We're Goin' Down
- Filter : Take A Picture
- Finger Eleven : Paralyzer
- The Go-Go's : Our Lips Are Sealed (en)
- Hilary Duff : So Yesterday
- Hinder : Lips Of An Angel
- Jackson 5 : ABC
- Janet Jackson : Black Cat
- Jesse McCartney : Beautiful Soul
- Joan Jett : Bad Reputation
- Joss Stone : You Had Me
- Katrina and the Waves : Walking On Sunshine
- The Kooks : Naive
- KT Tunstall : Black Horse and the Cherry Tree
- The Last Goodnight : Pictures Of You
- Lily Allen : Take What You Take
- Maroon 5 : She Will Be Loved
- Marvin Gaye : I Heard It Through The Grapevine
- The Mighty Mighty Bosstones : The Impression That I Get
- Nelly Furtado : Turn Off The Light
- N.E.R.D : Rockstar
- No Doubt : Just A Girl
- No Doubt : Don't Speak
- OK Go : A Million Ways
- Papa Roach : Lifeline
- Parachute : Back Again
- Pat Benatar : Love Is A Battlefield
- Poison : Every Rose Has Its Thorn
- Robbie Williams and Kylie Minogue : Kids
- The Rolling Stones : Honky Tonk Women
- Roy Orbison : Oh Pretty Woman
- Santigold : L.E.S. Artistes
- Snow Patrol : Take Back the City
- Spice Girls : Wannabe
- Styx : Mr. Roboto
- Taylor Swift : Love Story
- Taylor Swift : Picture To Burn
- Taylor Swift : You Belong With Me
- Tonic : If You Could Only See
- The Turtles : Happy Together
- Village People : YMCA
- Yellowcard : Ocean Avenue